# 雁谒森
雁谒森（A. K. Sen），印度外交官，曾任印度驻拉萨总领事、印度驻上海总领事等职务。

## 经历
雁谒森为孟加拉族。
1950年12月至1951年8月，任印度驻上海总领事。
1952年9月10日，就任印度駐拉薩總領事。